# St. Lamberti (Querfurt)

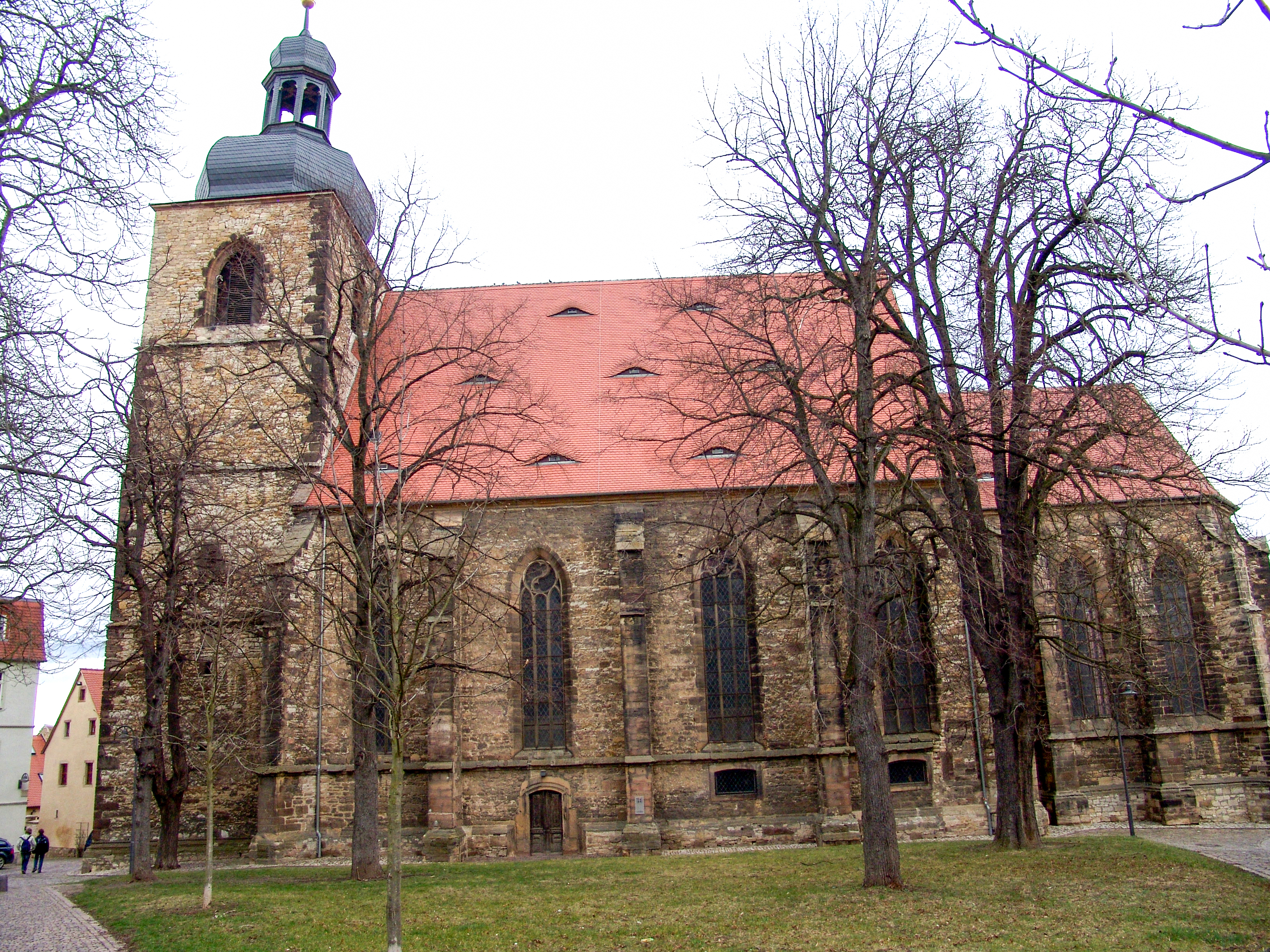
St. Lamberti in Querfurt

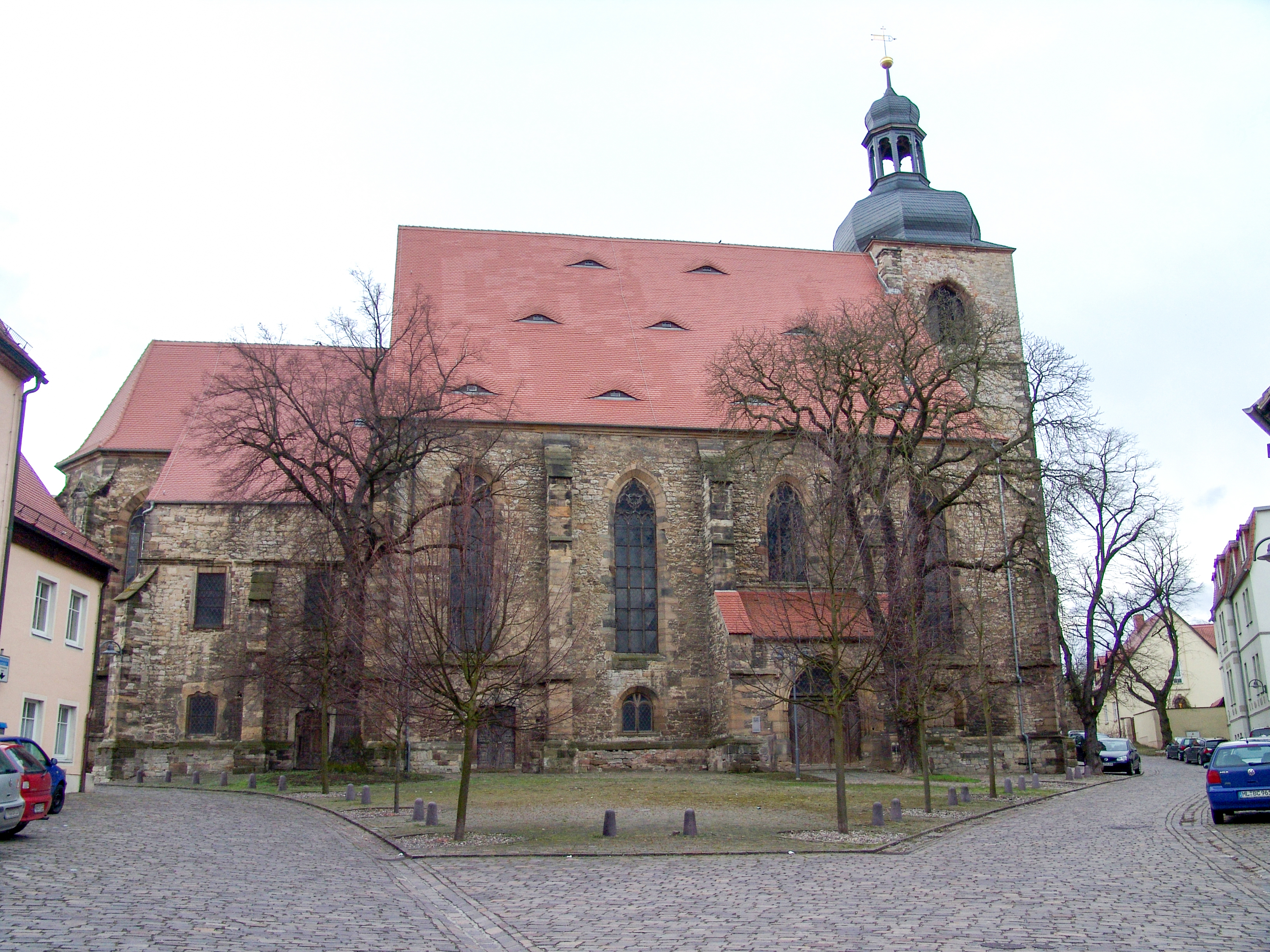
Nordansicht

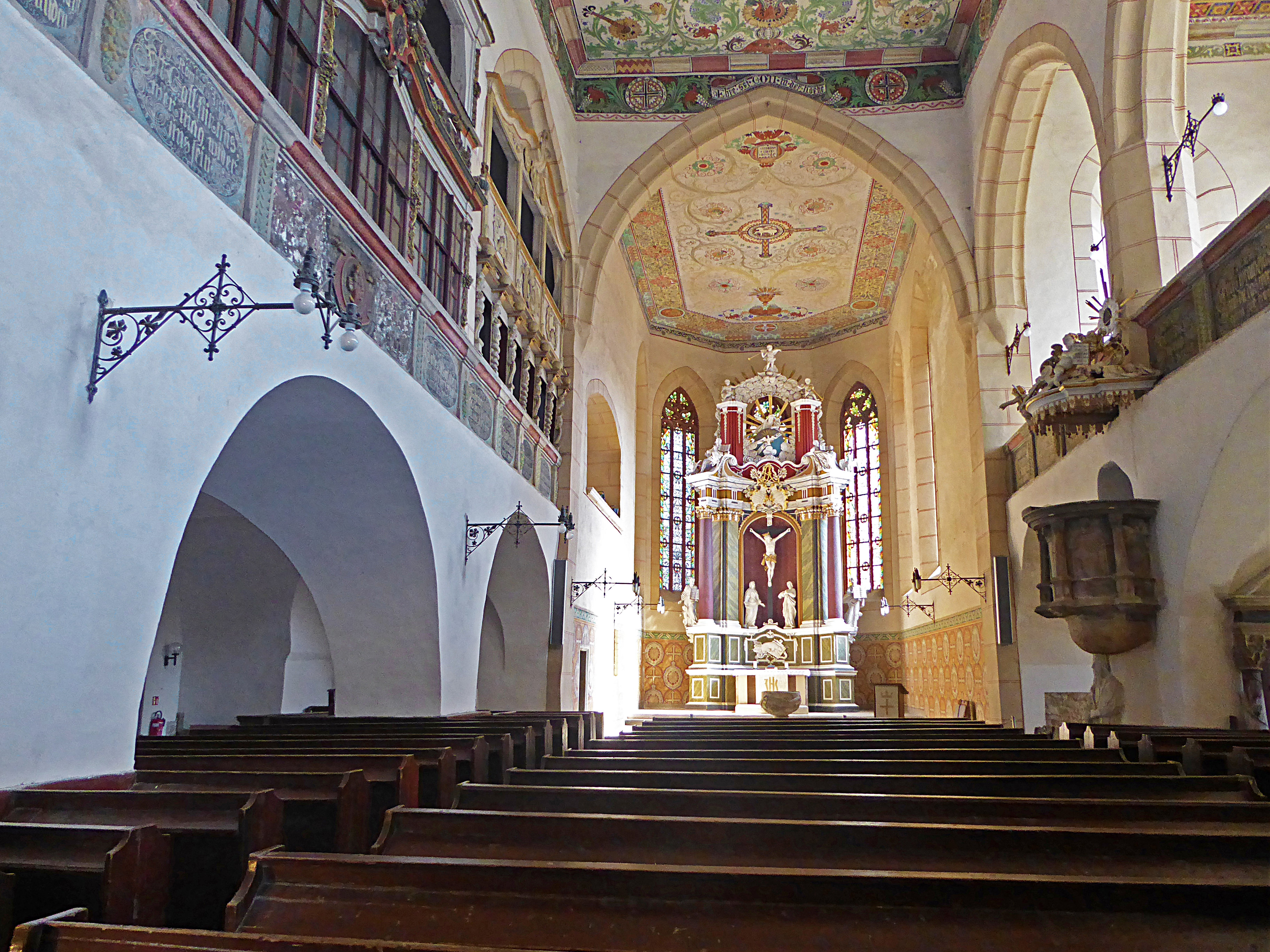
Innenansicht nach Osten

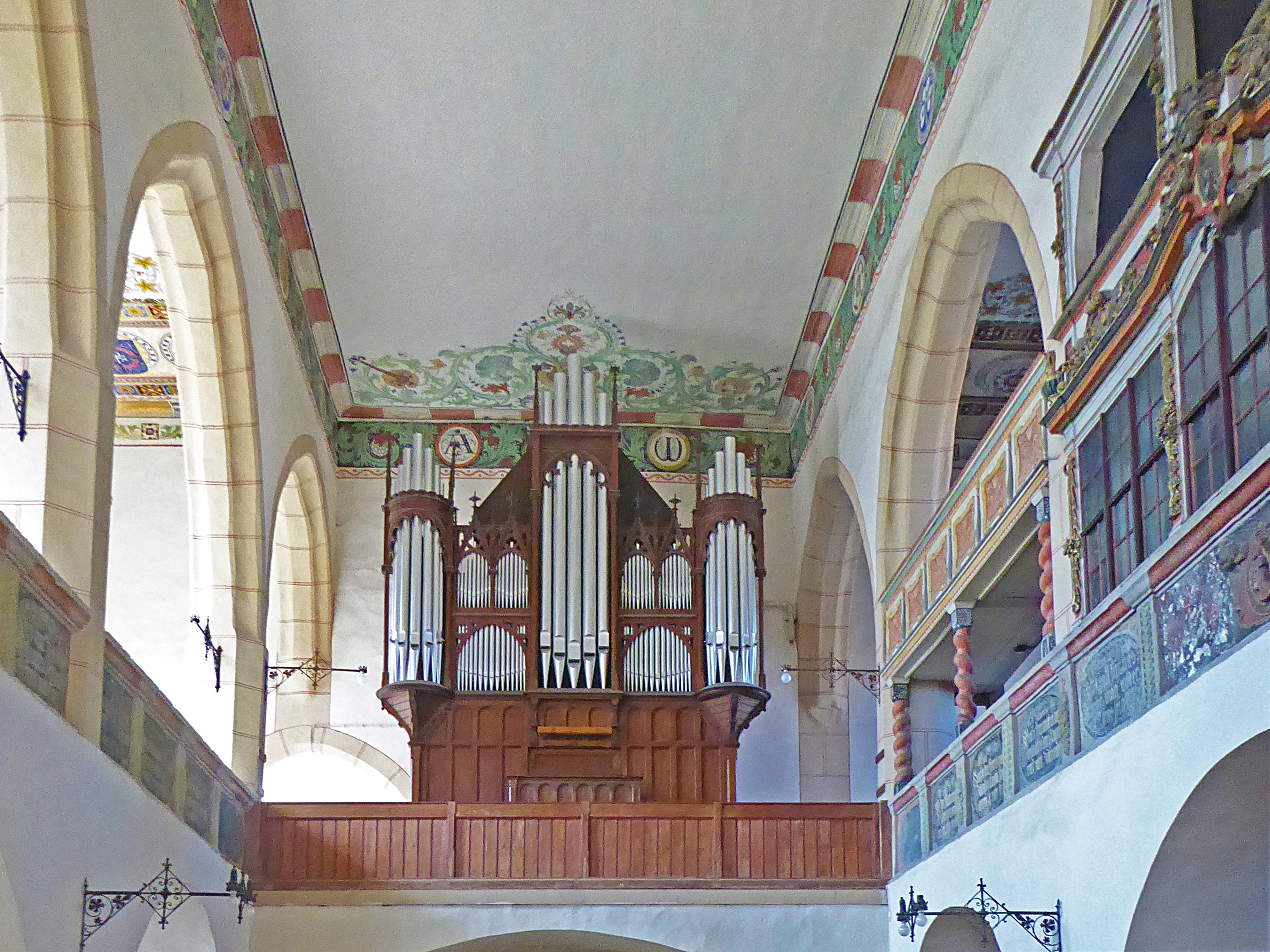
Innenansicht nach Westen

St. Lamberti (auch Lamperti) ist eine denkmalgeschützte evangelische Kirche in der Stadt Querfurt in Sachsen-Anhalt. Im örtlichen Denkmalverzeichnis ist sie unter der Erfassungsnummer 094 05976 als Baudenkmal verzeichnet.

## Geschichte und Architektur
Die Kirche St. Lamberti befindet sich unter der Adresse Kirchenplan in Querfurt. Der Sakralbau ist dem Heiligen Lambert von Lüttich geweiht und zur Stadtkirche ernannt. Bei den verschiedenen Stadtbränden von Querfurt wurde die Kirche beschädigt und wieder aufgebaut. Im Jahr 1643 ließ General Königsmarck den oberen Teil des Turmes abreißen, weil dieser wohl die Burg gefährdete. Das Kirchenschiff und der Chor entstanden im 15. und 16. Jahrhundert.
Das Bauwerk ist eine dreischiffige Hallenkirche mit vier Jochen und einem eingezogenen, dreijochigen Chor mit Fünfachtelschluss aus der Zeit zwischen 1475 und 1523. Das Äußere ist durch Strebepfeiler und Maßwerkfenster gekennzeichnet. Das Hauptportal in einer Vorhalle mit Stabwerkgewände ist am zweiten Joch der Nordseite von Westen angeordnet. Die zweijochige Sakristei mit Vorhangbogenfenstern an der Chornordseite wurde 1521 angefügt; sie ist mit Kreuzrippengewölben auf Konsolen und mit plastischen Schlusssteinen eingewölbt. Das Obergeschoss für die Bibliothek wurde 1712 hinzugefügt. Der quadratische Westturm ist aus der Achse ist aus der Achse des Kirchenschiffes nach Süden verschoben, seine unteren Geschosse stammen aus der ersten Hälfte des 13. Jahrhunderts, das Glockengeschoss mit großen Spitzbogenöffnungen, die ehemals mit Maßwerk verziert waren, aus der Zeit um 1500. Die Welsche Haube mit Laterne wurde in den Jahren 1703–1709 erbaut. An der Westseite befindet sich ein Kielbogenportal mit Fialenrahmung vom Anfang des 15. Jahrhunderts. Die in den Jahren 1655 und 1678 ausgebrannte Kirche wurde in den Jahren 1684–1686 durch den Ratsbaumeister Christoph Herlitz im Innern erneuert.
Im Innern sind die Schiffe durch gekehlte Arkaden über Achteckpfeilern voneinander getrennt; die vorbereitete Wölbung wurde nicht mehr ausgeführt. Die Westempore ruht auf zwei romanischen Säulen, die aus dem bei Querfurt gelegenen Benediktinerkloster Marienzell stammen. Sie sind der Schule von Königslutter zuzuordnen; das Kapitell der südlichen Säule und die mit Bildhauerarbeiten verzierten Schäfte stammen aus der Zeit um 1160/1170, die Basen sind jünger und das nördliche Kapitell ist eine moderne Kopie. In den Seitenschiffen sind schwere, kreuzgratunterwölbte Emporen eingebaut, die Brüstungen in der Flucht der Pfeiler sind mit gemalten Spruchkartuschen von 1686 versehen. Die Flachdecke wurde nach der Kirchweihe von 1686 im folgenden Jahr von Christoph Schnorr eingebaut.
Der nördlichen Empore sind drei zweigeschossige Logen eingefügt, die beiden östlichen mit reichgeschmückten Prospekten enthielten einst den Rats- und Fürstenstuhl und stammen aus den Jahren 1668 und 1787. Der Raum wurde um 1900 einheitlich gefasst, besonders die Decke ist mit ornamentaler Malerei versehen und wurde 1990 restauriert. 2023 wurde der westliche Deckenteil des Süd-Seitenschiffes saniert.

## Ausstattung
Das Hauptstück der Ausstattung ist ein künstlerisch wertvoller Altar aus der Zeit um 1720. Der segmentbogenförmig vorschwingende Aufbau ist mit einer plastischen Kreuzigungsgruppe versehen, die von korinthischen Säulen und den vier Evangelisten flankiert wird, von denen zwei auf dem Gebälk lagernd dargestellt sind. Im Aufsatz ist die Trinität in einer Wolkenglorie zu sehen, an der Predella das Lamm Gottes auf dem apokalyptischen Buch mit sieben Siegeln. Die Sandsteinkanzel ist in Spätrenaissanceformen gestaltet und wurde vermutlich wie die von Gabriel Müller geschnitzte Kanzeltür 1686 geschaffen. Der runde Kanzelkorb wird von einer Petrusfigur getragen, zwischen den vorgestellten Säulchen sind Rundbogenblenden mit Engelsköpfen angeordnet; der Schalldeckel stammt aus dem Jahr 1720. Die Sandsteintaufe geht auf das späte 17. Jahrhundert zurück, wobei nur die mit Füllhörnern geschmückte Kuppa noch aus dieser Zeit stammt. Schließlich sind mehrere Pastorenbilder erhalten.
Die Orgel mit neugotischem Orgelprospekt ist ein Werk des Orgelbauers Wilhelm Rühlmann aus dem Jahr 1891 mit 30 Registern auf zwei Manualen und Pedal. 1994/95 wurde das Instrument umfangreich durch die Orgelmanufaktur Alexander Schuke aus Potsdam restauriert. Das Vorgängerinstrument in der Kirche war eine Orgel von 1693 des Orgelbauers Peter Herold mit 21 Registern.

## Glocken
Der Turm der Querfurter Stadtkirche trägt heute vier Kirchenglocken, die alle durch unterschiedliche Gießer gegossen wurden und damit ein bemerkenswertes Ensemble darstellen. Alle Glocken läuten an gekröpften Jochen in einem Stahlglockenstuhl.
- Die große Glocke mit 1176 mm Durchmesser wurde 1688 von Nicolai Rausch aus einer gesprungenen, alten Glocke umgegossen, ihr Schlagton ist f′.
- 1954 wurde die zweitgrößte Glocke mit einem Durchmesser von 1312 mm in der Gießerei Schilling & Lattermann als Eisenhartgussglocke gegossen, ihr Schlagton ist fis′.
- 1816 wurde die dritte Glocke mit einem Durchmesser von 947 mm in der Gießerei der Gebrüder Ulrich aus Laucha gegossen, ihr Schlagton ist a′.
- Die kleinste Glocke mit einem Durchmesser von 733 mm wurde 1875 durch die Gießerei G. A. Jauck in Leipzig gegossen, ihr Schlagton ist c″.